# Portret van Vilhelmine Erichsen
Portret af Vilhelmine Erichsen is een schilderij van de Deense kunstschilder Kristian Zahrtmann, olieverf op doek, 39 x 46,5 centimeter groot, gemaakt in 1867. Het werk bevindt zich in de collectie van het Bornholms Kunstmuseum.

## Context
Kristian Zahrtmann woonde en werkte enige tijd op Erichsens Gård, een hoeve op het eiland Bornholm, waar Vilhelmine Erichsen met haar familie woonde. Toen Vilhelmine veertien was liet ze zich voor haar belijdenis door hem schilderen. De negen jaar oudere Zahrtmann – die kennelijk veel genegenheid had voor Vilhelmine – beschreef haar in een brief aan zijn vriend Jerndorff als een jong, naïef en melancholisch meisje met zwart haar, donkere ogen en een bleke huid. "Ik kan er zo door gegrepen worden, dat het penseel in mijn hand trilt." Twee jaar later arriveerde Zahrtmanns vriend Holger Drachmann op de hoeve, met wie zij een jaar later in het huwelijk trad.